# Завод стисненого газу Гресік
Завод стисненого газу Гресік – виробничий майданчик на сході індонезійського острова Ява, споруджений в межах проекту забезпечення газом малих островів Індонезії.
Ще у 20 столітті на головних островах Індонезії Яві та Суматрі почали використовувати газ для продукування електроенергії. Втім, на менших островах її виробництво і надалі базувалось на більш витратному використанні нафтопродуктів, оскільки прокладання туди трубопроводів, так само як і спорудження терміналів для прийому зрідженого газу, не могло забезпечити рентабельність проектів через незначні обсяги потенційного попиту. В таких умовах у 2010-х узялись за створення оригінальної системи поставок, яка базується на перевезенні газу не у зрідженому, а у стисненому вигляді. 
Одним з елементів системи мав бути завод зі стиснення газу. Для його розміщення обрали Гресік (межує з півночі із другим за величиною містом Індонезії Сурабаєю), куди ще з першої половини 1990-х подали продукцію офшорних родовищ по Східнояванському газопроводу та газопроводу Мадура-Захід – Гресік. Для подачі ресурсу безпосередньо на майданчик заводу знадобилась перемичка діаметром 250 мм, розрахована на робочий тиск у 2,2 МПа та пропускну здатність у 1,3 млн м3 на добу.
Завод став до ладу у 2016 році та первісно виконував передусім функцію пікового сховища для розташованої поруч ТЕС Гресік, дозволяючи додатково вводити в роботу 300 МВт генеруючих потужностей. Також з майданчику у Гресік постачали ресурс для невеличкого острова Бавіан (розташований у Яванському морі за півтори сотні кілометрів на північ від Сурабаї та має населення менше за 100 тисяч).  
Втім, за проектом головним споживачем мав стати острів Ломбок, для доставки ресурсу на який у 2017 році ввели в дію перше в історії судно для перевезення стисненого природного газу Jayanti Baruna, яке під тиском у 20 МПа може транспортувати 700 тис м³ цього палива.